# جيان فرانشيسكو جوديس
جيان فرانشيسكو جوديس (بالإيطالية: Gian Francesco Giudice)‏ (و. 1961 – م) هو فيزيائي من إيطاليا . ولد في بادوفا .

## التعليم
تعلم في جامعة بادوا، والمدرسة الدولية للدراسات المتقدمة ‏

## روابط خارجية
- جيان فرانشيسكو جوديس على موقع IMDb (الإنجليزية)